# Draft WNBA 2000
Il Draft WNBA 2000 fu il quarto draft tenuto dalla WNBA e si svolse in due fasi.
Nella prima (15 dicembre 1999) si tenne un expansion draft, a vantaggio delle 4 squadre appena entrate nella lega. Nella seconda (25 aprile 2000) si svolse il draft vero e proprio.

## Expansion draft
| Scelta | Giocatrice             | Nazionalità | Nuova squadra | Vecchia squadra     |
| ------ | ---------------------- | ----------- | ------------- | ------------------- |
| 1      | Gordana Grubin (G)     | Jugoslavia  | Indiana Fever | Los Angeles Sparks  |
| 2      | Edna Campbell (G)      | Stati Uniti | Seattle Storm | Phoenix Mercury     |
| 3      | Kate Starbird (G)      | Stati Uniti | Miami Sol     | Sacramento Monarchs |
| 4      | Alisa Burras (F)       | Stati Uniti | Portland Fire | Cleveland Rockers   |
| 5      | Sonja Henning (G)      | Stati Uniti | Portland Fire | Houston Comets      |
| 6      | Sandy Brondello (G)    | Stati Uniti | Miami Sol     | Detroit Shock       |
| 7      | Sophia Witherspoon (G) | Stati Uniti | Seattle Storm | New York Liberty    |
| 8      | Stephanie White (G)    | Stati Uniti | Indiana Fever | Charlotte Sting     |
| 9      | Nyree Roberts (C)      | Stati Uniti | Indiana Fever | Washington Mystics  |
| 10     | Angela Aycock (F)      | Stati Uniti | Seattle Storm | Minnesota Lynx      |
| 11     | Debbie Black (G)       | Stati Uniti | Miami Sol     | Utah Starzz         |
| 12     | Tari Phillips (C)      | Stati Uniti | Portland Fire | Orlando Miracle     |
| 13     | Coquese Washington (G) | Stati Uniti | Portland Fire | New York Liberty    |
| 14     | Sharon Manning (F)     | Stati Uniti | Miami Sol     | Charlotte Sting     |
| 15     | Nina Bjedov (C)        | Jugoslavia  | Seattle Storm | Los Angeles Sparks  |
| 16     | Rita Williams (G)      | Stati Uniti | Indiana Fever | Washington Mystics  |
| 17     | Kara Wolters (C)       | Stati Uniti | Indiana Fever | Houston Comets      |
| 18     | Toni Foster (F)        | Stati Uniti | Seattle Storm | Phoenix Mercury     |
| 19     | Lesley Brown (F)       | Stati Uniti | Miami Sol     | Detroit Shock       |
| 20     | Molly Goodenbour (G)   | Stati Uniti | Portland Fire | Sacramento Monarchs |
| 21     | Jamila Wideman (G)     | Stati Uniti | Portland Fire | Cleveland Rockers   |
| 22     | Yolanda Moore (F)      | Stati Uniti | Miami Sol     | Orlando Miracle     |
| 23     | Charmin Smith (G)      | Stati Uniti | Seattle Storm | Minnesota Lynx      |
| 24     | Chantel Tremitiere (G) | Stati Uniti | Indiana Fever | Utah Starzz         |

## College draft
|  | Giocatrici selezionate per l'all-star game WNBA |

### Primo giro
| Scelta | Giocatrice                    | Nazionalità | Squadra WNBA        | College/Squadra di club                         |
| ------ | ----------------------------- | ----------- | ------------------- | ----------------------------------------------- |
| 1      | Ann Wauters (C)               | Belgio      | Cleveland Rockers   | BC Volgaburmash                                 |
| 2      | Tausha Mills (C)              | Stati Uniti | Washington Mystics  | Alabama Crim. Tide (dalle Chicago Condors, ABL) |
| 3      | Edwina Brown (G)              | Stati Uniti | Detroit Shock       | Texas Longhorns                                 |
| 4      | Cíntia Silva dos Santos (F/C) | Brasile     | Orlando Miracle     |                                                 |
| 5      | Grace Daley (G)               | Stati Uniti | Minnesota Lynx      | Tulane G. Wave                                  |
| 6      | Betty Lennox (G)              | Stati Uniti | Minnesota Lynx      | L.T. Lady Techsters                             |
| 7      | Lynn Pride (G/F)              | Stati Uniti | Portland Fire       | Kansas Jayhawks                                 |
| 8      | Tamicha Jackson (G)           | Stati Uniti | Detroit Shock       | L.T. Lady Techsters                             |
| 9      | Kamila Vodičková (F/C)        | Rep. Ceca   | Seattle Storm       | BK Gambrinus                                    |
| 10     | Maylana Martin (F)            | Stati Uniti | Minnesota Lynx      | UCLA Bruins                                     |
| 11     | Summer Erb (C)                | Stati Uniti | Charlotte Sting     | NCSU Wolfpack                                   |
| 12     | Naomi Mulitauaopele (C)       | Stati Uniti | Utah Starzz         | Stanford Cardinal                               |
| 13     | Ol'ha Firsova (C)             | Ucraina     | New York Liberty    | Kansas St. Wildcats                             |
| 14     | Katy Steding (F)              | Stati Uniti | Sacramento Monarchs | Stanford Cardinal (dalle Portland Power, ABL)   |
| 15     | Nicole Kubik (G)              | Stati Uniti | Los Angeles Sparks  | UNL Cornhuskers                                 |
| 16     | Ėlen Šakirova (F/C)           | Russia      | Houston Comets      |                                                 |

### Secondo giro
| Scelta | Giocatrice                   | Nazionalità       | Squadra WNBA        | College/Squadra di club                           |
| ------ | ---------------------------- | ----------------- | ------------------- | ------------------------------------------------- |
| 17     | Helen Darling (G)            | Stati Uniti       | Cleveland Rockers   | Penn State L. Lions                               |
| 18     | Tonya Washington (G/F)       | Stati Uniti       | Washington Mystics  | Florida Gators                                    |
| 19     | Jameka Jones (G)             | Stati Uniti       | Miami Sol           | Charlotte 49ers                                   |
| 20     | Jannon Roland (F)            | Stati Uniti       | Orlando Miracle     | Purdue Boilerm. (dalle New England Blizzard, ABL) |
| 21     | Adrian Williams-Strong (F/C) | Stati Uniti       | Phoenix Mercury     | USC Trojans                                       |
| 22     | Marla Brumfield (G)          | Stati Uniti       | Minnesota Lynx      | Rice Owls                                         |
| 23     | Stacey Thomas (F)            | Stati Uniti       | Portland Fire       | Michigan Wolver.                                  |
| 24     | Keitha Dickerson (F)         | Stati Uniti       | Minnesota Lynx      | TTU Lady Raiders                                  |
| 25     | Charisse Sampson (G)         | Stati Uniti       | Seattle Storm       | Kansas Jayhawks (dalle New England Blizzard, ABL) |
| 26     | Jurgita Štreimikytė (F)      | Lituania          | Indiana Fever       | Pool Comense                                      |
| 27     | Tiffany Travis (G/F)         | Stati Uniti       | Charlotte Sting     | Florida Gators                                    |
| 28     | Madinah Slaise (G)           | Stati Uniti       | Detroit Shock       | Cincinnati Bearcats                               |
| 29     | Desiree Francis (F)          | Antigua e Barbuda | New York Liberty    | Iowa St. Cyclones                                 |
| 30     | Stacy Clinesmith (G)         | Stati Uniti       | Sacramento Monarchs | UCSB Gauchos                                      |
| 31     | Paige Sauer (C)              | Stati Uniti       | Los Angeles Sparks  | UConn Huskies                                     |
| 32     | Andrea Garner (C)            | Stati Uniti       | Houston Comets      | Penn State L. Lions                               |

### Terzo giro
| Scelta | Giocatrice             | Nazionalità | Squadra WNBA        | College/Squadra di club                         |
| ------ | ---------------------- | ----------- | ------------------- | ----------------------------------------------- |
| 33     | Monique Morehouse (C)  | Stati Uniti | Cleveland Rockers   | Auburn Tigers (dalle New England Blizzard, ABL) |
| 34     | Jill Morton (G)        | Stati Uniti | Charlotte Sting     | Louisville Cardinals                            |
| 35     | Stacy Frese (G)        | Stati Uniti | Utah Starzz         | Iowa St. Cyclones                               |
| 36     | Shawnetta Stewart (G)  | Stati Uniti | Orlando Miracle     | Rutgers S. Knights                              |
| 37     | Tauja Catchings (F)    | Stati Uniti | Phoenix Mercury     | Illinois Fighting Illini                        |
| 38     | Phylesha Whaley (F)    | Stati Uniti | Minnesota Lynx      | Oklahoma Sooners                                |
| 39     | Maxann Reese (G)       | Stati Uniti | Portland Fire       | MSU Spartans                                    |
| 40     | Milena Flores (G)      | Stati Uniti | Miami Sol           | Stanford Cardinal                               |
| 41     | Kirra Jordan (F)       | Stati Uniti | Seattle Storm       | Rice Owls                                       |
| 42     | Usha Gilmore (G/F)     | Stati Uniti | Indiana Fever       | Rutgers S. Knights                              |
| 43     | Peppi Browne (G/F)     | Stati Uniti | Charlotte Sting     | Duke Blue Devils                                |
| 44     | Chavonne Hammond (G/F) | Stati Uniti | Detroit Shock       | Vand. Commodores                                |
| 45     | Jessica Bibby (G)      | Australia   | New York Liberty    | Danden. Rangers                                 |
| 46     | Rhonda Y. Smith (C)    | Stati Uniti | Sacramento Monarchs | Wash. Huskies                                   |
| 47     | Marte Alexander (C)    | Stati Uniti | Los Angeles Sparks  | Arizona Wildcats                                |
| 48     | Latavia Coleman (F)    | Stati Uniti | Houston Comets      | Fl. State Seminoles                             |

### Quarto giro
| Scelta | Giocatrice               | Nazionalità | Squadra WNBA        | College/Squadra di club                         |
| ------ | ------------------------ | ----------- | ------------------- | ----------------------------------------------- |
| 49     | Sophie von Saldern (F/C) | Germania    | Cleveland Rockers   | Calif. G. Bears                                 |
| 50     | Latina Davis (G)         | Stati Uniti | Indiana Fever       | Tenn. L. Volunteers                             |
| 51     | Kristen Rasmussen (F)    | Stati Uniti | Utah Starzz         | MSU Spartans                                    |
| 52     | Romana Hamzová (G)       | Rep. Ceca   | Orlando Miracle     |                                                 |
| 53     | Shantia Owens (C)        | Stati Uniti | Phoenix Mercury     | Kentucky Wildcats                               |
| 54     | Jana Lichnerová (C)      | Slovacchia  | Minnesota Lynx      | St. Joseph's Hawks                              |
| 55     | Rhonda L. Smith (C)      | Stati Uniti | Portland Fire       | Long Beach 49ers                                |
| 56     | Shanele Stires (F)       | Stati Uniti | Minnesota Lynx      | Kansas St. Wildcats (dalle Columbus Quest, ABL) |
| 57     | Katrina Hibbert (G)      | Australia   | Seattle Storm       | LSU Lady Tigers                                 |
| 58     | Renee Robinson (G)       | Stati Uniti | Indiana Fever       | Virginia Cavaliers                              |
| 59     | Shaka Massey (C)         | Stati Uniti | Charlotte Sting     | L.T. Lady Techsters                             |
| 60     | Cal Bouchard (G)         | Canada      | Detroit Shock       | Boston C. Eagles                                |
| 61     | Natalie Porter (F)       | Australia   | New York Liberty    |                                                 |
| 62     | Jessica Zinobile (F)     | Stati Uniti | Sacramento Monarchs | St. Francis Terriers                            |
| 63     | Nicky McCrimmon (G)      | Stati Uniti | Los Angeles Sparks  | USC Trojans                                     |
| 64     | Abbie Willenborg (F)     | Stati Uniti | Houston Comets      | Marquette G. Eagles                             |